# نجد ريمان (القفر)

تعديل مصدري - تعديل

نجد ريمان هي إحدى قرى عزلة بني سيف العالي بمديرية القفر التابعة لمحافظة إب، بلغ تعداد سكانها 381 نسمة حسب تعداد اليمن لعام 2004.